# Аурелио Видмар
Аурелио Видмар (3. фебруар 1967) бивши је аустралијски фудбалер.

## Репрезентација
За репрезентацију Аустралије дебитовао је 1991. године. За национални тим одиграо је 44 утакмице и постигао 17 голова.

## Статистика
| Аустралија | Аустралија | Аустралија |
| Год.       | Ута.       | Гол.       |
| ---------- | ---------- | ---------- |
| 1991       | 6          | 1          |
| 1992       | 2          | 0          |
| 1993       | 5          | 2          |
| 1994       | 4          | 2          |
| 1995       | 1          | 0          |
| 1996       | 1          | 0          |
| 1997       | 16         | 8          |
| 1998       | 0          | 0          |
| 1999       | 0          | 0          |
| 2000       | 5          | 0          |
| 2001       | 4          | 4          |
| Укупно     | 44         | 17         |